# جيري كيلر (لاعب كرة قاعدة)
جيري كيلر (بالإنجليزية: Jerry Keller)‏ هو لاعب كرة قاعدة أمريكي، ولد في 9 فبراير 1955 في رويال أوك في الولايات المتحدة.